# روبرت غيلبرت
روبرت غيلبرت (بالإنجليزية: Robert Gilbert)‏ هو كاتب وكاتب أغاني وملحن وشاعر أمريكي، ولد في 29 سبتمبر 1899 في برلين في ألمانيا، وتوفي في 20 مارس 1978 في Minusio ‏ في سويسرا.

## وصلات خارجية
- روبرت غيلبرت على موقع IMDb (الإنجليزية)
- روبرت غيلبرت على موقع ألو سيني (الفرنسية)
- روبرت غيلبرت على موقع ميوزك برينز (الإنجليزية)
- روبرت غيلبرت على موقع أول موفي (الإنجليزية)
- روبرت غيلبرت على موقع قاعدة بيانات الأفلام السويدية (السويدية)
- روبرت غيلبرت على موقع ديسكوغز (الإنجليزية)
- روبرت غيلبرت على موقع قاعدة بيانات الفيلم (الإنجليزية)
- روبرت غيلبرت على موقع كينوبويسك (الروسية)